# マッスル行進曲
『マッスル行進曲』（マッスルこうしんきょく）は、バンダイナムコゲームスのナムコレーベル（後のバンダイナムコエンターテインメント）より2009年5月26日に配信されたWiiウェアのアクションゲーム。

## 概要
Wiiリモコンとヌンチャクで「4種類のポージング」を行い、プレイヤーの手前で出来る「4種類の形の穴」とポージングを一致させてすり抜けていく。もとはアーケードゲームとして2007年5月にロケーションテストが行われたものの、正式リリースはされなかった。

### つかまえゲーム
プロテインを盗んだドロボー（泥棒）を追いかけるモード。初めは複数人(プレイヤーは最後尾)でドロボーを追いかけていくが、ポージングで壁穴をすり抜けていくうちに徐々に先頭から脱落していく。ドロボーと一対一になると目の前のドロボーのポージングに合わせる形になり、穴を抜けるスピードが上がっていく。最終的に途中でコントローラをシェイクするダッシュゾーンで泥棒を捕まえる事が目的。ステージは「シティ」「エド」「ミライ」の3つ。各ステージ3人のドロボーが登場し、「かんたん」「ふつう」「きびしい」と、進むにしたがって難易度が上昇する。

### うでくらべアタック
ミスをせずに何枚の壁穴をすり抜けられるかというスコアアタックモード。